# Bartłomiej Cerveri
Bartłomiej Cerveri (ur. ok. 1420 w Savigliano; zm. 21 kwietnia 1466) – włoski dominikanin, inkwizytor, męczennik, błogosławiony Kościoła katolickiego.

## Życiorys
Bartłomiej Cerveri urodził się około 1420 r. w rodzinie notariusza i od najmłodszych lat wyróżniał się pobożnością. Był słuchaczem podczas kazań franciszkanina św. Bernardyna z Sieny.
W 1934 r. rozpoczął studia z filozofii, teologii i prawa w rodzinnym Savigliano. Rok później wstąpił do zakonu dominikanów, gdzie kontynuował edukację teologiczno-filozoficzną. W 1445 r. przyjął święcenia kapłańskie. W 1452 r. został profesorem uniwersytetu w Turynie, gdzie przez rok nauczał studentów, gdyż w 1453 r. został wybrany przeorem klasztoru w Savigliano.
Od 1463 r. pełnił funkcję inkwizytora dla regionów Piemontu i Ligurii, gdzie występowało wiele przypadków herezji, z którą walczył Bartłomiej Cerveri. Z tego też powodu był wrogiem dla tamtej grupy.
Został zamordowany podczas jednej ze swoich wypraw kaznodziejskich na tereny heretyków. 21 kwietnia 1466 r. wraz z braćmi Giovannim Boscato i Gianem Piero Riccardim wyruszył w kierunku Cervere. Podczas podróży dominikanie zostali otoczeni przez waldensów, którzy zadali śmiertelne rany Bartłomiejowi oraz jednemu z braci.
Jego kult zatwierdził 22 września 1853 bł. Pius IX.